# Troels Folmann
Troels Brun Folmann est un compositeur de musique de jeu vidéo. Il a principalement travaillé avec Eidos Interactive sur la série des Tomb Raider depuis qu'elle est développée par Crystal Dynamics : Tomb Raider: Legend et Tomb Raider: Anniversary. Il a  également travaillé sur Tomb Raider: Underworld, la suite de Tomb Raider: Legend. Troels Folmann a aussi composé la musique des bandes-annonces de plusieurs films à succès tels que Spider-Man 3 ou encore Pirates des Caraïbes : Jusqu'au bout du monde.

## Travaux notables
- 2003 : Robin Hood: Defender of the Crown
- 2005 : Project Snowblind
- 2006 : Tomb Raider: Legend
- 2007 : Tomb Raider: Anniversary
- 2008 : Tomb Raider: Underworld
- 2012 : Transformers La Chute de Cybertron

## Musique de bandes-annonces
Il s’agit de compositions pour des bandes-annonces, sauf mention contraire, de films.
- America's Got Talent (émission de télé réalité, saison 4, 2009)
- Batman Arkham Asylum (jeu vidéo, 2009)
- Kings (série télévisée, 2009)
- Walkyrie (2008)
- 10 000 (2008)
- Pirates des Caraïbes : Jusqu'au bout du monde (2007)
- Mimzy, le messager du futur (2007)
- Spider-Man 3 (2007)
- X-Men : L'Affrontement final (2006)
- L'Illusionniste (2006)

## Récompenses
- BAFTA Games Awards 2006  pour Tomb Raider : Legend
- Mix Foundation TEC Award 2007, best interactive entertainment sound production[1] pour Tomb Raider : Legend
- GANG Award 2007, Music of the Year[2], pour Tomb Raider : Legend
- D3 Award 2007[3], best game music, pour Tomb Raider : Legend